# 高崎宿

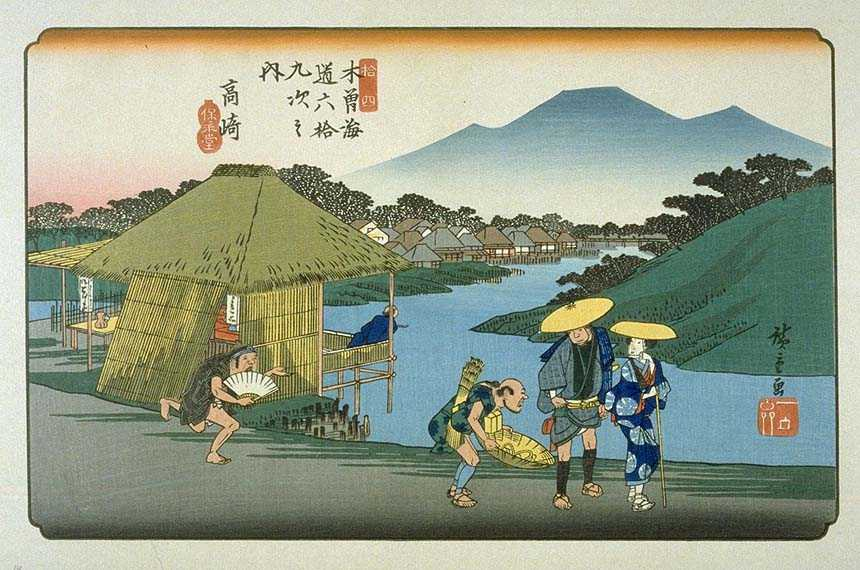
木曽海道六十九次 高崎（歌川広重画）

高崎宿（たかさきしゅく）は、中山道六十九次（木曽街道六十九次）のうち江戸から数えて13番目の宿場。また、高崎宿から三国街道が分岐しており、その起点の宿場である。現在の群馬県高崎市にあたる。

## 概要
高崎宿は平地に立地した宿場町であり、『安政3年5月改』の調書によると「繁栄取締宜敷方」とあり、高崎宿の繁栄が報告されている。
高崎宿と交通経路は、中山道、例幣使街道（分岐点は倉賀野宿）、北国街道、仁礼道（仁礼街道）から大笹宿から大戸宿を経て高崎宿へと至る脇道である大戸道などが合流する宿駅として比較的繁栄していた。北国街道の脇往還の交通には、 慶安3寅年(1650年) の 『北国往還矢代外七ヶ宿と大笹仁礼両村及出入候節絵図面御書入御裁許之写』にその交通経路の規定が確認でき、仁礼道からは大笹宿を経て沓掛宿で中山道に合流し高崎宿への通過とされていた。大笹宿から大戸を経て高崎に至る大戸道の通過は堅く禁じられていたが、時代が下るとともに脇道の通過も行われるようになったという。
高崎宿の宿内は、天保14年（1843年）の『中山道宿村大概帳』によれば、高崎宿の宿内家数は837軒、本陣および脇本陣は設けられておらず、旅籠のみ15軒が設けられ、宿内人口は3,235人であった。嘉永5子年(1852年)に各宿駅から提出された『宿方銘細書上帳』によると、本陣、脇本陣は設けられておらず、問屋8軒が記述されている。戸数と人口は安政3年の『明細書上帳』によると、享和元年には317軒、1,759人であったが、安政3年には366軒、2,182人と増加している。
安政3年（1856年）の『坂本高崎間五ヶ宿盛衰其他内調書上』によると高崎宿は「石高なし、赤坂村1,234石5斗8升7合高崎惣町にて耕作仕候」とあり、江戸時代末期の助郷村については、20,421石、定助13村、加助17村であった。

## 災害

### 天明3年浅間山の大噴火
浅間山は、長野県北佐久郡軽井沢町及び御代田町と群馬県吾妻郡嬬恋村との境にある安山岩質の標高2,568mの成層火山である。天明3年（1783年）に浅間山は大噴火（天明噴火）を起こした。4月に活動を再開し7月まで噴火と小康状態を繰り返しながら活動を続けた。浅間山の天明噴火の高崎宿を含む中山道筋での被害は4月から7月までの長期にわたり、火山礫、火山砂、そして火山灰などによるものであった。その被害の大きさは、大角（1975）にて説明されている。
浅間山の火山礫、砂、灰の堆積は高崎宿で二尺（約66.7cm）であったことがわかる。また、中山道筋での浅間山噴火の自然への影響は『浅間奇談』に記録がある。

## 最寄り駅
- 東日本旅客鉄道（JR東日本） 高崎駅

## 隣の宿
中山道
倉賀野宿 - 高崎宿 - 板鼻宿
三国街道
高崎宿 - 金古宿